# Calymmanthium substerile
Calymmanthium substerile ist die einzige Pflanzenart der monotypischen Gattung Calymmanthium in der Tribus Calymmantheae der Familie der Kakteengewächse (Cactaceae). Der botanische Name der Gattung wird zusammengesetzt aus dem Griechischen κάλυμμα kalymma für ‚Überzug‘ und ἄνθος ánthos für ‚Blüte‘ und verweist auf das pflanzliche Gewebe, welches die Blütenknospe einhüllt. Das Epitheton der Art wurde von Ritter wahrscheinlich gewählt, da die von ihm zuerst entdeckte Pflanze ein Einzelexemplar ohne Früchte war.

## Beschreibung
Die Pflanzen wachsen strauch- bis baumförmig, mit vielen mehr oder weniger aufrechten Trieben und werden bis zu 8 m hoch. Die Triebe selbst sind segmentiert, hellgrün und bis zu einem Meter lang und 4 bis 12 cm im Durchmesser. Es werden 3 bis 4 dünne, flügelartige Rippen ausgebildet, welche auffällig eingekerbt sind. Auf den deutlich zu erkennenden, 3 bis 6 mm im Durchmesser groß werdenden Areolen sitzen 1 bis 6 kräftige, gerade und weißliche Mitteldornen. Diese werden bis zu 5 cm lang. Daneben werden pro Areole 3 bis 8 0,5 bis 1 cm lange Randdornen ausgebildet.
Die Pflanzen sind nachtblühend. Die Blüte ist schmalröhrig bis glockig, 9 bis 11,5 cm lang und 3 bis 5 cm im Durchmesser. Die äußeren Blütenblätter sind rötlich bis braun, die inneren weiß. Das Perikarpell und die Blütenröhre sind mit kleinen Schuppen und wolligen Areolen besetzt. Es werden fleischige, hellgrüne Früchte ausgebildet, die bei Reife nicht aufreißen. Der grauschwarze Samen ist 2,5 × 1,5 mm groß und matt.

## Verbreitung, Systematik und Gefährdung
Die Art wurde am 8. August 1954 von Friedrich Ritter auf seiner ersten Fahrt zum Marañón entdeckt. 1958 stellte Ritter für die Pflanze provisorisch eine neue Gattung, Diploperianthium (deutsch=Doppelhüllenblüter, in Bezug auf die verhüllte Blütenröhre), auf. Diese Beschreibung ist aber ungültig nach den Regeln der ICBN. 1962 erfolgte dann die Erstbeschreibung in Kakteen und andere Sukkulenten, der Zeitschrift der Deutschen Kakteen-Gesellschaft. 1966 beschrieb Ritter noch eine zweite Art in der Gattung Calymmanthium und zwar Calymmanthium fertile. Diese Art wird jedoch synonym zur erstbeschriebenen Art gestellt.
Ritter vermutet auf Grund von Ähnlichkeiten im Habitus eine Verwandtschaft der Gattung zu Dendrocereus. Der Samen von Calymmanthium weist jedoch auch eine große  Ähnlichkeit zu Corryocactus auf, was eine Verwandtschaft dahingehend nahelegt.
Die Pflanzen haben ihre Verbreitung in Peru, am Unterlauf des Río Huancabamba in den Regionen Amazonas und Cajamarca.
In der Roten Liste gefährdeter Arten der IUCN wird die Art als „Least Concern (LC)“, d. h. als nicht gefährdet geführt.

## Nachweise